# Sorin Grindeanu
Sorin Mihai Grindeanu (Caransebeș, 5 december 1973) is een Roemeens politicus van de Sociaaldemocratische Partij. In 2017 was hij gedurende een half jaar premier van Roemenië. Sinds november 2021 is hij minister van Transport in de Roemeense regering.

## Levensloop
Sorin Grindeanu studeerde aan de Westelijke Universiteit van Timișoara en werd lid van de PSDR in 1996. Hij was locoburgemeester van Timișoara van 2008 tot 2012, toen hij werd verkozen in de Kamer van Afgevaardigden namens de PSD. Als parlementslid was hij onder andere lid van de commissie die toezicht hield op de SRI, de Roemeense geheime dienst. Van december 2014 tot november 2015 was hij minister van Communicatie in het kabinet-Ponta IV, het laatste kabinet van Victor Ponta voor diens val. In juni 2016 stapte Grindeanu uit het parlement en werd hij raadslid van het district Timiș.

#### Verkiezing tot premier
Nadat de PSD de verkiezingen van 2016 had gewonnen werd hen duidelijk gemaakt door president Klaus Johannis dat hun voorzitter Liviu Dragnea niet als premier geaccepteerd zou worden in verband met zijn veroordeling voor verkiezingsfraude. De PSD schoof toen de Tartaars-Roemeense Sevil Shhaideh naar voren als eerste keus, maar ook zij werd door Johannis zonder verdere opgaaf van reden afgewezen. Mogelijke redenen waren haar gebrekkige politieke ervaring, het feit dat zij als marionet van Dragnea zou functioneren - Dragnea gaf zelf expliciet aan dat hij alle verantwoordelijkheid zou houden - en de banden van haar man met het Syrische regime-Assad. Diens sympathie voor Hezbollah zou internationaal gezien tot problemen kunnen leiden. Als tweede kandidaat werd daarom Sorin Grindeanu naar voren geschoven en geaccepteerd door zowel de president als de meerderheid van het parlement.

#### Premierschap
De regering-Grindeanu (PSD + ALDE) trad aan op 4 januari 2017. Kort daarna vaardigde deze enkele noodwetten uit waaronder noodwet 13/2017. Deze wet maakte dat een aantal gevangenen op vrije voeten zouden worden gesteld en dat sommige vergrijpen niet langer tot gevangenisstraffen zouden leiden, waaronder fraude tot een bedrag van 200.000 lei (±44.000 euro). Dit alles om de overvolle gevangenissen te ontlasten en een boete van het Europees Hof voor de Rechten van de Mens te ontlopen. De oppositie, president en de rechtelijke macht wezen het voorstel af. Enkele nieuwsmedia vermoedden zelfs dat de wet bedoeld was om sommige corrupte politici, in het bijzonder PSD-partijleider Liviu Dragnea, onder hun straf te laten uitkomen. In de nacht van 31 januari werd het voorstel toch aangenomen. Dit leidde tot de grootste protesten in het land sinds de Roemeense revolutie van 1989 en het aftreden van de minister van Justitie Florian Iordache. Op 4 februari kondigde de regering aan de noodwet in te trekken. De PNL en de USR volgden met een motie van wantrouwen, maar deze werd alleen gesteund door de PMP en haalde het niet. De protesten en de roep om het aftreden van de regering bleven nog even aanhouden.
Na vier maanden gaf de partij van Sorin Grindeanu aan dat ze haar vertrouwen in de regering opzegde. Alle ministers namen ontslag, op de minister van Communicatie na. Sorin Grindeanu weigerde echter op te stappen en stelde Victor Ponta aan als secretaris-generaal, die de plaats innam van Sevil Shhaideh. Hierna diende de PSD samen met de ALDE een motie van wantrouwen in en werd Grindeanu uit de partij gezet. Dit was de eerste keer in Roemenië dat een partij een motie tegen zijn eigen regering indiende. Zowel PSD als ALDE dreigde parlementsleden uit de partij te zetten als ze tegen de motie stemde. De PNL onthield zich van stemmen en dreigde eveneens met uitstoting, maar dan voor parlementsleden die alsnog gingen stemmen. De Hongaarse minderheidspartij UDMR zou gepaaid worden om mee te stemmen met de motie, door enkele wensen die betrekking hadden op meer autonomie voor de Hongaarse minderheid in te willigen. Dat laatste ging uiteindelijk niet door en de UDMR gaf zijn parlementsleden geen bindend stemadvies mee. Hetzelfde gold voor de PMP. De USR stemde niet mee. Uiteindelijk werd Grindeanu op 21 juni met 241 tegen 10 stemmen naar huis gestuurd.

#### Voorzitter ANCOM
In oktober 2017 werd Grindeanu door zijn opvolger Mihai Tudose voorgedragen als voorzitter van ANCOM - de Roemeense telecomwaakhond vergelijkbaar met de OPTA en BIPT - en ging het parlement akkoord, al stemde de oppositie tegen. Hij volgde daarmee Adrian Diță op, die in mei was aangesteld maar in oktober werd ontslagen omdat het parlement het oneens was met zijn reorganisatie. Adrian Diță was de eerste die deze functie verkreeg door goedkeuring van het parlement, daarvoor werd de voorzitter van ANCOM aangesteld door de president na voordracht van de regering. Een noodwet die deze gang van zaken veranderde werd aangenomen ten tijde van de regeerperiode van Sorin Grindeanu.

#### Politieke terugkeer
Op 24 augustus 2020 keerde Grindeanu terug naar de PSD, waarvan hij de eerste vice-president werd. Na de parlementsverkiezingen van december 2020 werd hij opnieuw parlementslid in de Kamer van Afgevaardigden. In november 2021 nam hij kortstondig het voorzitterschap van de Kamer waar. Aansluitend werd hij benoemd tot vicepremier en minister van Transport en Infrastructuur in het kabinet van Nicolae Ciucă (PNL). Laatstgenoemde functie behield hij tevens onder het premierschap van Marcel Ciolacu (sinds 2023).